# Bío-Bío
Bío-Bío (španělsky Río Biobío) je řeka v Chile. Je 380 km dlouhá. Povodí má rozlohu 23 920 km².

## Průběh toku
Odtéká z jezer Galletué a Icalma v nadmořské výšce 1430 m na západních svazích Patagonských And. Ústí do zálivu Arauco Tichého oceánu u města Concepción, přičemž vytváří estuár široký až 3 km. V ústí se nachází písečný práh. Hlavní přítoky jsou Malleco a Laja.

## Vodní režim
Zdrojem vody jsou převážně dešťové srážky. Režim je povodňový. Vyšší úrovně hladiny dosahuje v zimě. Průměrný průtok činí 899 m³/s.

## Využití
Na řece je rozvinutá vodní doprava od města Nacimiento k ústí.